# Salix austrotibetica
Salix austrotibetica ist ein kleiner Strauch aus der Gattung der Weiden (Salix) mit bis zu 4,5 Zentimeter langen, beidseitig anfangs zottig behaarten Blattspreiten. Das natürliche Verbreitungsgebiet der Art liegt im Tibet.

## Beschreibung
Salix austrotibetica ist ein bis zu 1,5 Meter hoher Strauch mit anfangs spärlich weiß zottig behaarten und später verkahlenden Zweigen. Die Knospen sind kahl. Die Laubblätter haben einen 2 bis 6 Millimeter langen, anfangs zottig behaarten Stiel. Die Blattspreite ist 1,5 bis 4,5 Zentimeter lang, 0,6 bis 1,8 Zentimeter breit, lang verkehrt-eiförmig-elliptisch, mit spitzer oder stumpfer Spitze, verschmälerter Blattbasis und ganzrandigem oder unregelmäßig drüsig gezähntem Blattrand. Die Blattoberseite ist grün, die Unterseite ist blass und bereift. Beide Seiten sind anfangs zottig behaart und verkahlen später. Es werden etwa fünf Nervenpaare gebildet.
Die Blütenstände sind 2,5 bis 3,5 Zentimeter lange Kätzchen mit kahler oder fast kahler Blütenstandsachse. Die Tragblätter sind etwa 2,5 Millimeter lang, lang verkehrt-eiförmig-elliptisch, bewimpert mit gerundeter oder fast gestutzter Blattspitze. Männliche Blüten haben zwei linealische Nektardrüsen, die adaxial liegende ist etwas länger als die abaxiale. Die zwei Staubblätter sind etwa 4 Millimeter lang, kahl und unverwachsen. Weibliche Blüten haben eine adaxial gelegene, linealische Nektardrüse. Der 0,5 Millimeter lang gestielte Fruchtknoten ist 2,5 Millimeter lang, elliptisch, kahl und weiß bereift. Der Griffel ist 1,5 Millimeter lang, rötlich und zweispaltig. Die Narbe ist zweilappig. Salix austrotibetica blüht im August.

## Vorkommen und Standortansprüche
Das natürliche Verbreitungsgebiet liegt auf Berghängen in etwa 3300 Metern Höhe im Osten des Tibets.

## Systematik
Salix austrotibetica ist eine Art aus der Gattung der Weiden (Salix) in der Familie der Weidengewächse (Salicaceae). Dort wird sie der Sektion Denticulatae zugeordnet. Sie wurde 1980 von Neng Chao erstmals wissenschaftlich beschrieben. Der Gattungsname Salix stammt aus dem Lateinischen und wurde schon von den Römern für verschiedene Weidenarten verwendet.

## Nachweise